# Гармо (ледник)
Га́рмо — долинный древовидный ледник на Центральном Памире, спускающийся с западного склона хребта Академии Наук в верховья реки Обихингоу, между хребтом Петра I и Дарвазским хребтом. Территориально входит в состав Таджикистана.
Ледник образуется из четырёх сложно-долинных ледников: Липского, Беляева, Вавилова и Ледник Шокальского, которые берут начало из фирновых полей на высотах 5000-6350 м. Фирновая линия ледника Гармо лежит на высоте 4750 м, конец ледника — на высоте 2970 м. В нижней части на протяжении 7 км ледниковый язык закрыт моренным чехлом, на котором расположено много мелких озёр.